# Franklin Clarence Mars
Franklin Clarence Mars (24 de septiembre de 1882 - 8 de abril de 1934), a veces conocido como Frank C. Mars, fue un magnate estadounidense que fundó la compañía de alimentos Mars, Incorporated, que se dedica principalmente a la producción de dulces de chocolate. 
En 1930 desarrolló la barra de Snickers y Mars junto con su hijo Forrest Edward Mars desarrollaron también la barra de chocolate rellena Milky Way.